# Хорарна астрологія
Хорарна астрологія (від лат. hora - "година"), Хорологія, годинна астрологія, астрологія запитання, інтеррогативна астрологія (від лат. interrogatio - "запитання"), Прашна Шастра ( « Прашна » з санскриту - «питання , запитувати » ) - окрема область астрології (її принципи використовуються і в західній астрології і в ведичній джйотіш) , в якій розглядається не карта народження , а відповідь на конкретне питання в заданий момент часу. При цьому астролог будує карту на момент отримання питання , без урахування даних народження , але з урахуванням часу питання і місця розташування астролога.

## Методи і школи
Деякі астрологи вважають , що карта повинна будуватися на момент виникнення питання у того, хто запитує , але беручи до уваги , що астролог не завжди може миттєво отримати запит навіть в умовах сучасних систем зв'язку , більшість фахівців створюють карту на момент отримання такого питання .
Астрологія питання заснована на принципі єдності Буття і причинно -наслідкових зв'язків: ведичні астрологи вважають , що питання, задане в певний момент часу , є результатом дії космічних сил і може вплинути на подальшу долю людини. Хорарна астрологія практикується індійськими астрологами протягом багатьох століть. Найбільш складні і вдосконалені форми цього знання використовуються на півдні Індії , зокрема , в штаті Керала. У штаті Махараштра використовується система Крішнамурті , в якій питаючий повинен вибрати число від 1 до 249 , на основі чого визначається асцендент створюваного гороскопу. Серед західних вчених у галузі хорарної астрології найбільш відомий англієць Вільям Ліллі ( 1602-1681 ) .
Розглядаючи карту питання , астролог дивиться на розташування , силу і аспекти сигніфікаторов (планет - управителів ) самого клієнта і дому , відповідного питання. Наприклад , якщо питання стосується шлюбу , то враховується сігніфікатор сьомого дому ; питання про дітей зачіпають сігніфікатор п'ятого дому і т.д.

## Запитання, які розглядає хорарна астрологія
Запитання , які можна задати для розгляду по Прашні , повинні бути точними і вимагати відповіді «так» чи «ні». Однак астролог не завжди дає однозначну відповідь : у багатьох випадках враховуються зовнішні умови і фактори , різні варіанти розвитку подій , а також вільна воля людини. Наприклад , на запитання « Сприятливий чи для мене переїзд за кордон» астролог може відповісти: «Так , але можливі початкові труднощі , і вам доведеться витратити час на правильне оформлення документів».
Зразкові питання , на які можна отримати відповіді з Прашна - карти
- Сприятливий чи для мене бізнес у певній сфері ? (бажано вказати характер бізнесу , мається на увазі чи партнерство тощо);
- Чи звільнять мене з роботи ?
- Складуться чи відносини з партнером?
- Чи варто вирушати в поїздку?
За Прашна - картою небажано розглядати таке питання , як зачаття і народження дітей , оскільки він більш складний і повинен враховувати індивідуальні карти майбутніх батьків , медичні показання , особисті планетарні періоди , чи використовують подружжя способи корекції подій ( мантри , молитви тощо) цей метод можна застосовувати в деяких випадках як додатковий інструмент за відсутності точних даних народження , але з урахуванням прогресу медицини та поведінки самих подружжя , негативну відповідь астролога не повинен звучати як вирок.
Деякі західні астрологи використовують астрологію питання для пошуку зниклих речей і людей , але в індійській астрології такі питання не прийняті. У силу етики ведичний астролог може відмовитися від розгляду питання , якщо він стосується іншої людини , передбачає обман , нечесність , інтриги і т.п. Якщо питання нормально сформульоване з етичної точки зору , але задане виключно з цікавості або для експерименту , то відповідь на нього буде неточна і заплутана . Ведичні астрологи розглядають відповідь по Прашні і причини виникнення питання як шанс поліпшити своє життя і звільнитися від тих впливів , які кармічно закладені в індивідуальній карті народження . Тому цей метод вимагає серйозної настройки як клієнта , так і астролога .